# Theristicus
Theristicus Wagler, 1832 è un genere di uccelli della famiglia dei Treschiornitidi, diffuso in Sud America.

## Tassonomia
Il genere comprende le seguenti specie:
- Theristicus caerulescens (Vieillot, 1817) - ibis plumbeo
- Theristicus caudatus (Boddaert, 1783) - ibis collocamoscio
- Theristicus melanopis (Gmelin, 1789) - ibis faccianera
- Theristicus branickii Berlepsch & Stolzmann, 1894 - ibis delle Ande